# Barycnemis filicornis
Barycnemis filicornis là một loài tò vò trong họ Ichneumonidae.